# Etting
Etting è un comune francese di 779 abitanti situato nel dipartimento della Mosella nella regione del Grande Est.

## Società

### Evoluzione demografica
Abitanti censiti